# Saison 2021-2022 des Pistons de Détroit
La saison 2021-2022 des Pistons de Détroit est la 81e saison de la franchise, leur 74e en National Basketball Association (NBA) et la 65e saison dans la ville de Détroit.
Le 20 août 2021, la ligue annonce que la saison régulière démarre le 19 octobre 2021, avec un format typique de 82 matchs.
Durant l'intersaison, les Pistons héritent du premier choix de draft, lors de la loterie, le premier depuis 1970. Avec ce choix, la franchise sélectionne Cade Cunningham.
Le 20 mars 2022, les Pistons sont officiellement éliminés de la course aux playoffs, pour la troisième saison consécutive. La franchise termine à la 14e place de la conférence Est et à la dernière place de leur division.

## Draft
| Tour | Choix | Joueur          | Poste | Nationalité | Provenance               |
| ---- | ----- | --------------- | ----- | ----------- | ------------------------ |
| 1    | 1     | Cade Cunningham | PG    | États-Unis  | Cowboys d'Oklahoma State |
| 2    | 37    | JT Thor         | PF    | États-Unis  | Tigers d'Auburn          |
| 2    | 42    | Isaiah Livers   | SF    | États-Unis  | Wolverines du Michigan   |
| 2    | 52    | Luka Garza      | C     | États-Unis  | Hawkeyes de l'Iowa       |

## Matchs

### Summer League
| Summer League Total: 3-2 |

| Match | Date match | Équipe        | Score    | Meilleur marqueur    | Meilleur rebondeur | Meilleur passeur  | Lieux                | Série |
| ----- | ---------- | ------------- | -------- | -------------------- | ------------------ | ----------------- | -------------------- | ----- |
| 1     | 8 août     | Oklahoma City | D 72-76  | Saddiq Bey (14)      | Saddiq Bey (12)    | Killian Hayes (5) | Thomas & Mack Center | 0 - 1 |
| 2     | 10 août    | Houston       | D 91-111 | Cade Cunningham (20) | Saddiq Bey (7)     | Saddiq Bey (4)    | Thomas & Mack Center | 0 - 2 |
| 3     | 13 août    | New York      | V 93-87  | Cade Cunningham (24) | Saddiq Bey (13)    | Killian Hayes (6) | Thomas & Mack Center | 1 - 2 |
| 4     | 14 août    | L.A. Lakers   | V 103-86 | Saben Lee (22)       | Luka Garza (14)    | Bey, Francis (6)  | Thomas & Mack Center | 2 - 2 |
| 5     | 16 août    | Orlando       | V 79-78  | Luka Garza (21)      | Luka Garza (15)    | Saben Lee (8)     | Thomas & Mack Center | 3 - 2 |

### Pré-saison
| Pré-saison Total: 2-2 (Domicile : 2-0; Extérieur : 0-2) |

| Match | Date match | Équipe       | Score     | Meilleur marqueur  | Meilleur rebondeur  | Meilleur passeur   | Lieux Spectateurs            | Série |
| ----- | ---------- | ------------ | --------- | ------------------ | ------------------- | ------------------ | ---------------------------- | ----- |
| 1     | 6 octobre  | San Antonio  | V 115-105 | Jerami Grant (19)  | Isaiah Stewart (8)  | Joseph, Olynyk (6) | Little Caesars Arena 5 423   | 1 - 0 |
| 2     | 11 octobre | @ Memphis    | D 92-127  | Diallo, Grant (13) | Josh Jackson (6)    | Josh Jackson (4)   | FedExForum 10 286            | 1 - 1 |
| 3     | 13 octobre | @ New York   | D 100-108 | Jerami Grant (18)  | Isaiah Stewart (8)  | Jackson, Lee (5)   | Madison Square Garden 11 226 | 1 - 2 |
| 4     | 15 octobre | Philadelphie | V 112-108 | Jerami Grant (24)  | Isaiah Stewart (12) | Saben Lee (8)      | Little Caesars Arena 7 623   | 2 - 2 |

### Saison régulière
| Saison régulière Total: 23-59 (Domicile : 13-28; Extérieur : 10-31) |

| Match | Date match | Équipe         | Score     | Meilleur marqueur | Meilleur rebondeur | Meilleur passeur   | Lieux Spectateurs           | Série |
| ----- | ---------- | -------------- | --------- | ----------------- | ------------------ | ------------------ | --------------------------- | ----- |
| 1     | 20 octobre | Chicago        | D 88-94   | Jerami Grant (24) | Saddiq Bey (9)     | Saddiq Bey (4)     | Little Caesars Arena 20 088 | 0 - 1 |
| 2     | 23 octobre | @ Chicago      | D 82-97   | Saddiq Bey (20)   | Saddiq Bey (16)    | Hayes, Joseph (3)  | United Center 18 888        | 0 - 2 |
| 3     | 25 octobre | @ Atlanta      | D 104-122 | Kelly Olynyk (21) | Bey, Stewart (7)   | Isaiah Stewart (5) | State Farm Arena 14 209     | 0 - 3 |
| 4     | 28 octobre | @ Philadelphie | D 102-110 | Saddiq Bey (19)   | Bey, Grant (6)     | Killian Hayes (4)  | Wells Fargo Center 20 017   | 0 - 4 |
| 5     | 30 octobre | Orlando        | V 110-103 | Jerami Grant (22) | Isaiah Stewart (8) | Cory Joseph (6)    | Little Caesars Arena 11 423 | 1 - 4 |
| 6     | 31 octobre | @ Brooklyn     | D 91-117  | Cory Joseph (13)  | Josh Jackson (5)   | Saddiq Bey (6)     | Barclays Center 13 507      | 1 - 5 |

| Match | Date match  | Équipe          | Score     | Meilleur marqueur    | Meilleur rebondeur   | Meilleur passeur     | Lieux Spectateurs                 | Série  |
| ----- | ----------- | --------------- | --------- | -------------------- | -------------------- | -------------------- | --------------------------------- | ------ |
| 7     | 2 novembre  | Milwaukee       | D 89-117  | Jerami Grant (21)    | Isaiah Stewart (8)   | Killian Hayes (4)    | Little Caesars Arena 9 254        | 1 - 6  |
| 8     | 4 novembre  | Philadelphie    | D 98-109  | Jerami Grant (27)    | Cade Cunningham (10) | Cory Joseph (5)      | Little Caesars Arena 8 702        | 1 - 7  |
| 9     | 5 novembre  | Brooklyn        | D 90-96   | Cade Cunningham (17) | Kelly Olynyk (10)    | Cory Joseph (5)      | Little Caesars Arena 14 235       | 1 - 8  |
| 10    | 10 novembre | @ Houston       | V 112-104 | Jerami Grant (35)    | Saddiq Bey (9)       | Cory Joseph (5)      | Toyota Center 15 350              | 2 - 8  |
| 11    | 12 novembre | @ Cleveland     | D 78-98   | Jerami Grant (16)    | Bey, Stewart (7)     | Killian Hayes (5)    | Rocket Mortgage FieldHouse 17 095 | 2 - 9  |
| 12    | 13 novembre | @ Toronto       | V 127-121 | Jerami Grant (24)    | Saddiq Bey (8)       | Killian Hayes (10)   | Scotiabank Arena 19 800           | 3 - 9  |
| 13    | 15 novembre | Sacramento      | D 107-129 | Saddiq Bey (28)      | Isaiah Stewart (15)  | Cade Cunningham (8)  | Little Caesars Arena 10 092       | 3 - 10 |
| 14    | 17 novembre | Indiana         | V 97-89   | Jerami Grant (19)    | Isaiah Stewart (11)  | Cade Cunningham (6)  | Little Caesars Arena 11 457       | 4 - 10 |
| 15    | 19 novembre | Golden State    | D 102-105 | Frank Jackson (27)   | Cade Cunningham (6)  | Cade Cunningham (6)  | Little Caesars Arena 20 088       | 4 - 11 |
| 16    | 21 novembre | L.A. Lakers     | D 116-121 | Jerami Grant (36)    | Cade Cunningham (12) | Cade Cunningham (10) | Little Caesars Arena 15 532       | 4 - 12 |
| 17    | 23 novembre | Miami           | D 92-100  | Jerami Grant (21)    | Trey Lyles (9)       | Cory Joseph (9)      | Little Caesars Arena 13 123       | 4 - 13 |
| 18    | 24 novembre | @ Milwaukee     | D 93-114  | Trey Lyles (19)      | Cade Cunningham (8)  | Cade Cunningham (7)  | Fiserv Forum 17 341               | 4 - 14 |
| 19    | 26 novembre | @ L.A. Clippers | D 96-107  | Jerami Grant (20)    | Isaiah Stewart (12)  | Cade Cunningham (6)  | Staples Center 18 139             | 4 - 15 |
| 20    | 28 novembre | @ L.A. Lakers   | D 106-110 | Jerami Grant (32)    | Bey, Cunningham (11) | Killian Hayes (8)    | Staples Center 18 997             | 4 - 16 |
| 21    | 30 novembre | @ Portland      | D 92-110  | Cade Cunningham (26) | Isaiah Stewart (14)  | Saddiq Bey (5)       | Moda Center 16 071                | 4 - 17 |

| Match | Date match  | Équipe                | Score          | Meilleur marqueur    | Meilleur rebondeur   | Meilleur passeur     | Lieux Spectateurs            | Série  |
| ----- | ----------- | --------------------- | -------------- | -------------------- | -------------------- | -------------------- | ---------------------------- | ------ |
| 22    | 2 décembre  | @ Phoenix             | D 103-114      | Jerami Grant (34)    | Isaiah Stewart (14)  | Cade Cunningham (5)  | Footprint Center 16 081      | 4 - 18 |
| 23    | 6 décembre  | Oklahoma City         | D 103-114      | Cade Cunningham (28) | Cade Cunningham (11) | Trois joueurs (5)    | Little Caesars Arena 10 522  | 4 - 19 |
| 24    | 8 décembre  | Washington            | D 116-119 (OT) | Jerami Grant (28)    | Isaiah Stewart (10)  | Cory Joseph (5)      | Little Caesars Arena 10 499  | 4 - 20 |
| 25    | 10 décembre | @ La Nouvelle-Orléans | D 93-109       | Trey Lyles (18)      | Hamidou Diallo (7)   | Killian Hayes (6)    | Smoothie King Center 15 828  | 4 - 21 |
| 26    | 12 décembre | Brooklyn              | D 104-116      | Cade Cunningham (26) | Isaiah Stewart (10)  | Cunningham, Lee (6)  | Little Caesars Arena 15 289  | 4 - 22 |
| -     | 14 décembre | @ Chicago             | Reporté        | Reporté              | Reporté              | Reporté              | United Center                | -      |
| 27    | 16 décembre | @ Indiana             | D 113-122      | Saddiq Bey (28)      | Saddiq Bey (10)      | Bey, Lee (5)         | Gainbridge Fieldhouse 13 596 | 4 - 23 |
| 28    | 18 décembre | Houston               | D 107-116      | Saddiq Bey (23)      | Isaiah Stewart (8)   | Cade Cunningham (11) | Little Caesars Arena 13 722  | 4 - 24 |
| 29    | 19 décembre | Miami                 | V 100-90       | Saddiq Bey (26)      | Isaiah Stewart (14)  | Cade Cunningham (10) | Little Caesars Arena 15 188  | 5 - 24 |
| 30    | 21 décembre | @ New York            | D 91-105       | Saben Lee (16)       | Isaiah Stewart (11)  | Cade Cunningham (8)  | Madison Square Garden 17 906 | 5 - 25 |
| 31    | 23 décembre | @ Miami               | D 112-115      | Trey Lyles (28)      | Saddiq Bey (10)      | Cory Joseph (9)      | FTX Arena 19 600             | 5 - 26 |
| 32    | 26 décembre | @ San Antonio         | D 109-144      | Hamidou Diallo (28)  | Cheick Diallo (9)    | Derrick Walton (6)   | AT&T Center 14 715           | 5 - 27 |
| 33    | 29 décembre | New York              | D 85-94        | Saddiq Bey (32)      | Hamidou Diallo (13)  | Derrick Walton (9)   | Little Caesars Arena 18 312  | 5 - 28 |

| Match | Date match  | Équipe         | Score          | Meilleur marqueur       | Meilleur rebondeur    | Meilleur passeur       | Lieux Spectateurs              | Série   |
| ----- | ----------- | -------------- | -------------- | ----------------------- | --------------------- | ---------------------- | ------------------------------ | ------- |
| 34    | 1er janvier | San Antonio    | V 117-116 (OT) | Hamidou Diallo (34)     | Saddiq Bey (17)       | Derrick Walton (6)     | Little Caesars Arena 18 911    | 6 - 28  |
| 35    | 3 janvier   | @ Milwaukee    | V 115-106      | Saddiq Bey (34)         | Hamidou Diallo (9)    | Cade Cunningham (7)    | Fiserv Forum 17 231            | 7 - 28  |
| 36    | 5 janvier   | @ Charlotte    | D 111-140      | Trey Lyles (17)         | Trey Lyles (7)        | Cade Cunningham (7)    | Spectrum Center 14 427         | 7 - 29  |
| 37    | 6 janvier   | @ Memphis      | D 88-118       | Saben Lee (14)          | Isaiah Stewart (8)    | Cade Cunningham (6)    | FedExForum 12 983              | 7 - 30  |
| 38    | 8 janvier   | Orlando        | V 97-92        | Hamidou Diallo (17)     | Trey Lyles (13)       | Cunningham, Joseph (5) | Little Caesars Arena 18 644    | 8 - 30  |
| 39    | 10 janvier  | Utah           | V 126-116      | Saddiq Bey (29)         | Hamidou Diallo (8)    | Cade Cunningham (8)    | Little Caesars Arena 17 834    | 9 - 30  |
| 40    | 11 janvier  | @ Chicago      | D 87-133       | Josh Jackson (16)       | Trois joueurs (7)     | Killian Hayes (5)      | United Center 19 886           | 9 - 31  |
| 41    | 14 janvier  | Toronto        | V 103-87       | Trey Lyles (21)         | Cunningham, Lyles (7) | Cunningham, Hayes (5)  | Little Caesars Arena 18 011    | 10 - 31 |
| 42    | 16 janvier  | Phoenix        | D 108-135      | Cunningham, Joseph (21) | Lyles, Stewart (6)    | Cory Joseph (7)        | Little Caesars Arena 18 178    | 10 - 32 |
| 43    | 18 janvier  | @ Golden State | D 86-102       | Rodney McGruder (19)    | Hamidou Diallo (13)   | Cory Joseph (6)        | Chase Center 18 064            | 10 - 33 |
| 44    | 19 janvier  | @ Sacramento   | V 133-131      | Saddiq Bey (30)         | Kelly Olynyk (9)      | Cory Joseph (9)        | Golden 1 Center 12 907         | 11 - 33 |
| 45    | 21 janvier  | @ Utah         | D 101-111      | Cade Cunningham (25)    | Isaiah Stewart (9)    | Cunningham, Olynyk (5) | Vivint Smart Home Arena 18 306 | 11 - 34 |
| 46    | 23 janvier  | @ Denver       | D 111-117      | Quatre joueurs (18)     | Saddiq Bey (7)        | Cade Cunningham (8)    | Ball Arena 14 060              | 11 - 35 |
| 47    | 25 janvier  | Denver         | D 105-110      | Cade Cunningham (34)    | Cade Cunningham (8)   | Cunningham, Hayes (8)  | Little Caesars Arena 16 023    | 11 - 36 |
| 48    | 28 janvier  | @ Orlando      | D 103-119      | Trey Lyles (18)         | Isaiah Stewart (8)    | Killian Hayes (6)      | Amway Center 13 156            | 11 - 37 |
| 49    | 30 janvier  | Cleveland      | V 115-105      | Saddiq Bey (31)         | Isaiah Stewart (12)   | Cade Cunningham (10)   | Little Caesars Arena 16 811    | 12 - 37 |

| Match                  | Date match  | Équipe              | Score          | Meilleur marqueur    | Meilleur rebondeur  | Meilleur passeur    | Lieux Spectateurs               | Série   |
| ---------------------- | ----------- | ------------------- | -------------- | -------------------- | ------------------- | ------------------- | ------------------------------- | ------- |
| 50                     | 1er février | La Nouvelle-Orléans | D 101-111      | Cory Joseph (18)     | Isaiah Stewart (11) | Kelly Olynyk (6)    | Little Caesars Arena 15 499     | 12 - 38 |
| 51                     | 3 février   | Minnesota           | D 117-128      | Frank Jackson (25)   | Bey, Stewart (13)   | Saddiq Bey (8)      | Little Caesars Arena 15 523     | 12 - 39 |
| 52                     | 4 février   | Boston              | D 93-102       | Bey, Diallo (21)     | Isaiah Stewart (17) | Killian Hayes (5)   | Little Caesars Arena 17 584     | 12 - 40 |
| 53                     | 6 février   | @ Minnesota         | D 105-118      | Saddiq Bey (24)      | Isaiah Stewart (12) | Killian Hayes (8)   | Target Center 16 487            | 12 - 41 |
| 54                     | 8 février   | @ Dallas            | D 86-116       | Hamidou Diallo (18)  | Isaiah Stewart (15) | Saddiq Bey (6)      | American Airlines Center 19 200 | 12 - 42 |
| 55                     | 10 février  | Memphis             | D 107-132      | Jerami Grant (20)    | Hamidou Diallo (10) | Cory Joseph (9)     | Little Caesars Arena 18 744     | 12 - 43 |
| 56                     | 11 février  | Charlotte           | D 119-141      | Saddiq Bey (25)      | Isaiah Stewart (12) | Killian Hayes (12)  | Little Caesars Arena 20 088     | 12 - 44 |
| 57                     | 14 février  | @ Washington        | D 94-103       | Saddiq Bey (24)      | Isaiah Stewart (9)  | Saddiq Bey (5)      | Capital One Arena 10 793        | 12 - 45 |
| 58                     | 16 février  | @ Boston            | V 112-111      | Jerami Grant (24)    | Saddiq Bey (11)     | Bey, Cunningham (6) | TD Garden 19 156                | 13 - 45 |
| NBA All-Star Game 2022 |             |                     |                |                      |                     |                     |                                 |         |
| 59                     | 24 février  | Cleveland           | V 106-103      | Hamidou Diallo (21)  | Isaiah Stewart (8)  | Cade Cunningham (6) | Little Caesars Arena 15 622     | 14 - 45 |
| 60                     | 26 février  | Boston              | D 104-113      | Cade Cunningham (25) | Isaiah Stewart (10) | Killian Hayes (4)   | Little Caesars Arena 19 122     | 14 - 46 |
| 61                     | 27 février  | @ Charlotte         | V 127-126 (OT) | Saddiq Bey (28)      | Isaiah Stewart (11) | Killian Hayes (7)   | Spectrum Center 15 348          | 15 - 46 |

| Match | Date match | Équipe        | Score          | Meilleur marqueur    | Meilleur rebondeur      | Meilleur passeur      | Lieux Spectateurs                 | Série   |
| ----- | ---------- | ------------- | -------------- | -------------------- | ----------------------- | --------------------- | --------------------------------- | ------- |
| 62    | 1er mars   | @ Washington  | D 113-116      | Jerami Grant (26)    | Cunningham, Stewart (9) | Cunningham, Hayes (5) | Capital One Arena 12 122          | 15 - 47 |
| 63    | 3 mars     | @ Toronto     | V 108-106      | Jerami Grant (26)    | Cade Cunningham (12)    | Cory Joseph (6)       | Scotiabank Arena 19 548           | 16 - 47 |
| 64    | 4 mars     | Indiana       | V 111-106      | Saddiq Bey (25)      | Isaiah Stewart (13)     | Jerami Grant (5)      | Little Caesars Arena 17 244       | 17 - 47 |
| 65    | 7 mars     | Atlanta       | V 113-110 (OT) | Cade Cunningham (28) | Marvin Bagley (10)      | Cade Cunningham (10)  | Little Caesars Arena 14 942       | 18 - 47 |
| 66    | 9 mars     | Chicago       | D 108-114      | Cade Cunningham (22) | Marvin Bagley (6)       | Bey, Cunningham (6)   | Little Caesars Arena 18 022       | 18 - 48 |
| 67    | 11 mars    | @ Boston      | D 103-114      | Cade Cunningham (27) | Marvin Bagley (11)      | Trois joueurs (6)     | TD Garden 19 156                  | 18 - 49 |
| 68    | 13 mars    | L.A. Clippers | D 102-106      | Cade Cunningham (23) | Cade Cunningham (9)     | Cade Cunningham (10)  | Little Caesars Arena 19 313       | 18 - 50 |
| 69    | 15 mars    | @ Miami       | D 98-105       | Jerami Grant (22)    | Isaiah Stewart (8)      | Killian Hayes (8)     | FTX Arena 19 600                  | 18 - 51 |
| 70    | 17 mars    | @ Orlando     | V 134-120      | Saddiq Bey (51)      | Marvin Bagley (11)      | Joseph, Lee (7)       | Amway Center 14 369               | 19 - 51 |
| 71    | 19 mars    | @ Cleveland   | D 109-113      | Jerami Grant (40)    | Isaiah Stewart (12)     | Cade Cunningham (10)  | Rocket Mortgage FieldHouse 19 432 | 19 - 52 |
| 72    | 21 mars    | Portland      | D 115-119      | Bey, Cunningham (25) | Isaiah Stewart (13)     | Cade Cunningham (7)   | Little Caesars Arena 14 923       | 19 - 53 |
| 73    | 23 mars    | Atlanta       | V 122-101      | Jerami Grant (21)    | Isaiah Stewart (10)     | Cade Cunningham (8)   | Little Caesars Arena 16 212       | 20 - 53 |
| 74    | 25 mars    | Washington    | D 97-100       | Marvin Bagley (25)   | Isaiah Stewart (8)      | Cade Cunningham (9)   | Little Caesars Arena 18 943       | 20 - 54 |
| 75    | 27 mars    | New York      | D 102-104      | Marvin Bagley (27)   | Isaiah Stewart (10)     | Cade Cunningham (7)   | Little Caesars Arena 19 304       | 20 - 55 |
| 76    | 29 mars    | @ Brooklyn    | D 123-130      | Cade Cunningham (34) | Isaiah Stewart (11)     | Kelly Olynyk (8)      | Barclays Center 17 559            | 20 - 56 |
| 77    | 31 mars    | Philadelphie  | V 102-94       | Cade Cunningham (27) | Isaiah Stewart (12)     | Cade Cunningham (6)   | Little Caesars Arena 20 023       | 21 - 56 |

| Match | Date match | Équipe          | Score     | Meilleur marqueur    | Meilleur rebondeur  | Meilleur passeur    | Lieux Spectateurs            | Série   |
| ----- | ---------- | --------------- | --------- | -------------------- | ------------------- | ------------------- | ---------------------------- | ------- |
| 78    | 1er avril  | @ Oklahoma City | V 110-101 | Hayes, Jackson (26)  | Isaiah Livers (11)  | Saben Lee (12)      | Paycom Center 16 961         | 22 - 56 |
| 79    | 3 avril    | @ Indiana       | V 121-117 | Saddiq Bey (31)      | Braxton Key (9)     | Carsen Edwards (9)  | Gainbridge Fieldhouse 17 407 | 23 - 56 |
| 80    | 6 avril    | Dallas          | D 113-131 | Cade Cunningham (25) | Isaiah Stewart (14) | Cade Cunningham (9) | Little Caesars Arena 18 422  | 23 - 57 |
| 81    | 8 avril    | Milwaukee       | D 101-131 | Rodney McGruder (26) | Isaiah Stewart (12) | Cade Cunningham (7) | Little Caesars Arena 22 088  | 23 - 58 |
| 82    | 10 avril   | @ Philadelphie  | D 106-118 | Luka Garza (20)      | Luka Garza (10)     | Saben Lee (8)       | Wells Fargo Center 21 459    | 23 - 59 |

### Confrontations en saison régulière
| Conférence Est      | Conférence Est                              | Conférence Est                              | Conférence Est                              | Conférence Est                              | Conférence Ouest                            | Conférence Ouest                            | Conférence Ouest                            |
| Division Atlantique | Division Atlantique                         | Division Atlantique                         | Division Atlantique                         | Division Atlantique                         | Division Nord-Ouest                         | Division Nord-Ouest                         | Division Nord-Ouest                         |
| Équipe              | Domicile                                    | Domicile                                    | Extérieur                                   | Extérieur                                   | Équipe                                      | Domicile                                    | Extérieur                                   |
| ------------------- | ------------------------------------------- | ------------------------------------------- | ------------------------------------------- | ------------------------------------------- | ------------------------------------------- | ------------------------------------------- | ------------------------------------------- |
| Boston              | 93-102                                      | 104-113                                     | 112-111                                     | 103-114                                     | Denver                                      | 105-110                                     | 111-117                                     |
| Brooklyn            | 90-96                                       | 104-116                                     | 91-117                                      | 123-130                                     | Minnesota                                   | 117-128                                     | 105-118                                     |
| New York            | 85-94                                       | 102-104                                     | 91-105                                      |                                             | Oklahoma City                               | 103-114                                     | 110-101                                     |
| Philadelphie        | 98-109                                      | 102-94                                      | 102-110                                     | 106-118                                     | Portland                                    | 115-119                                     | 92-110                                      |
| Toronto             | 103-87                                      |                                             | 127-121                                     | 108-106                                     | Utah                                        | 126-116                                     | 101-111                                     |
|                     | 2–7                                         | 2–7                                         | 3–6                                         | 3–6                                         |                                             | 1–4                                         | 1–4                                         |
| Division            | 5–13                                        | 5–13                                        | 5–13                                        | 5–13                                        | Division                                    | 2–8                                         | 2–8                                         |
| Division Centrale   | Division Centrale                           | Division Centrale                           | Division Centrale                           | Division Centrale                           | Division Pacifique                          | Division Pacifique                          | Division Pacifique                          |
| Équipe              | Domicile                                    | Domicile                                    | Extérieur                                   | Extérieur                                   | Équipe                                      | Domicile                                    | Extérieur                                   |
| Chicago             | 88-94                                       | 108-114                                     | 82-97                                       | 87-133                                      | Golden State                                | 102-105                                     | 86-102                                      |
| Cleveland           | 115-105                                     | 106-103                                     | 78-98                                       | 109-113                                     | L.A. Clippers                               | 102-106                                     | 96-107                                      |
|                     |                                             |                                             |                                             |                                             | L.A. Lakers                                 | 116-121                                     | 106-110                                     |
| Indiana             | 97-89                                       | 111-106                                     | 113-122                                     | 121-117                                     | Phoenix                                     | 108-135                                     | 103-114                                     |
| Milwaukee           | 89-117                                      | 101-131                                     | 93-114                                      | 115-106                                     | Sacramento                                  | 107-129                                     | 133-131                                     |
|                     | 4–4                                         | 4–4                                         | 2–6                                         | 2–6                                         |                                             | 0–5                                         | 1–4                                         |
| Division            | 6–10                                        | 6–10                                        | 6–10                                        | 6–10                                        | Division                                    | 1–9                                         | 1–9                                         |
| Division Sud-Est    | Division Sud-Est                            | Division Sud-Est                            | Division Sud-Est                            | Division Sud-Est                            | Division Sud-Ouest                          | Division Sud-Ouest                          | Division Sud-Ouest                          |
| Équipe              | Domicile                                    | Domicile                                    | Extérieur                                   | Extérieur                                   | Équipe                                      | Domicile                                    | Extérieur                                   |
| Atlanta             | 113-110 (OT)                                | 122-101                                     | 104-122                                     |                                             | Dallas                                      | 113-131                                     | 86-116                                      |
| Charlotte           | 119-141                                     |                                             | 111-140                                     | 127-126 (OT)                                | Houston                                     | 107-116                                     | 112-104                                     |
| Miami               | 92-100                                      | 100-90                                      | 112-115                                     | 98-105                                      | Memphis                                     | 107-132                                     | 88-118                                      |
| Orlando             | 110-103                                     | 97-92                                       | 103-119                                     | 134-120                                     | New Orleans                                 | 101-111                                     | 93-109                                      |
| Washington          | 116-119 (OT)                                | 97-100                                      | 94-103                                      | 113-116                                     | San Antonio                                 | 117-116 (OT)                                | 109-144                                     |
|                     | 5–4                                         | 5–4                                         | 2–7                                         | 2–7                                         |                                             | 1–4                                         | 1–4                                         |
| Division            | 7–11                                        | 7–11                                        | 7–11                                        | 7–11                                        | Division                                    | 2–8                                         | 2–8                                         |
| Conférence          | 18–34 (Domicile : 11–15; Extérieur : 7–19)  | 18–34 (Domicile : 11–15; Extérieur : 7–19)  | 18–34 (Domicile : 11–15; Extérieur : 7–19)  | 18–34 (Domicile : 11–15; Extérieur : 7–19)  | Conférence                                  | 5–25 (Domicile : 2–13; Extérieur : 3–12)    | 5–25 (Domicile : 2–13; Extérieur : 3–12)    |
| Total               | 23–59 (Domicile : 13–28; Extérieur : 10–31) | 23–59 (Domicile : 13–28; Extérieur : 10–31) | 23–59 (Domicile : 13–28; Extérieur : 10–31) | 23–59 (Domicile : 13–28; Extérieur : 10–31) | 23–59 (Domicile : 13–28; Extérieur : 10–31) | 23–59 (Domicile : 13–28; Extérieur : 10–31) | 23–59 (Domicile : 13–28; Extérieur : 10–31) |

## Classements
| Conférence Est | Conférence Est              | Conférence Est | Conférence Est | Conférence Est | Conférence Est | Conférence Est | Conférence Est |
| No             | Franchise                   | Vic.           | Déf.           | MJ             | V/D            | GB             |                |
| -------------- | --------------------------- | -------------- | -------------- | -------------- | -------------- | -------------- | -------------- |
| 1              | c - Heat de Miami           | 53             | 29             | 82             | .646           | –              |                |
| 2              | y - Celtics de Boston       | 51             | 31             | 82             | .622           | 2              |                |
| 3              | y - Bucks de Milwaukee      | 51             | 31             | 82             | .622           | 2              |                |
| 4              | x - 76ers de Philadelphie   | 51             | 31             | 82             | .622           | 2              |                |
| 5              | x - Raptors de Toronto      | 48             | 34             | 82             | .585           | 5              |                |
| 6              | x - Bulls de Chicago        | 46             | 36             | 82             | .561           | 7              |                |
|                |                             |                |                |                |                |                |                |
| 7              | x - Nets de Brooklyn        | 44             | 38             | 82             | .537           | 9              |                |
| 8              | pi - Cavaliers de Cleveland | 44             | 38             | 82             | .537           | 9              |                |
| 9              | x - Hawks d'Atlanta         | 43             | 39             | 82             | .524           | 10             |                |
| 10             | pi - Hornets de Charlotte   | 43             | 39             | 82             | .524           | 10             |                |
|                |                             |                |                |                |                |                |                |
| 11             | o - Knicks de New York      | 37             | 45             | 82             | .451           | 16             |                |
| 12             | o - Wizards de Washington   | 35             | 47             | 82             | .427           | 18             |                |
| 13             | o - Pacers de l'Indiana     | 25             | 57             | 82             | .305           | 28             |                |
| 14             | o - Pistons de Détroit      | 23             | 59             | 82             | .280           | 30             |                |
| 15             | o - Magic d'Orlando         | 22             | 60             | 82             | .268           | 31             |                |

| Division Centrale          | V  | D  | MJ | V/D  | GB | Dom   | Ext   | Div  |
| -------------------------- | -- | -- | -- | ---- | -- | ----- | ----- | ---- |
| y - Bucks de Milwaukee     | 51 | 31 | 82 | .622 | –  | 27–14 | 24–17 | 12–4 |
| x - Bulls de Chicago       | 46 | 36 | 82 | .561 | 5  | 27–14 | 19–22 | 10–6 |
| o - Cavaliers de Cleveland | 44 | 38 | 82 | .537 | 7  | 25–16 | 19–22 | 10–6 |
| o - Pacers de l'Indiana    | 25 | 57 | 82 | .305 | 26 | 16–25 | 9–32  | 2–14 |
| o - Pistons de Détroit     | 23 | 59 | 82 | .280 | 28 | 13–28 | 10–31 | 6-10 |